# Краснянська улоговина
Краснянська улоговина (Krásňanská kotlina) — гірський масив в Словаччині; геоморфологічна підодиниця масиву Кисуцька Верховина.. Середні висоти — 370 метрів. Місце розташування — Жилінський край.